# Scleria biflora
Scleria biflora är en halvgräsart som beskrevs av William Roxburgh. Scleria biflora ingår i släktet Scleria och familjen halvgräs. Inga underarter finns listade i Catalogue of Life.